# Anne-Klein-Frauenpreis

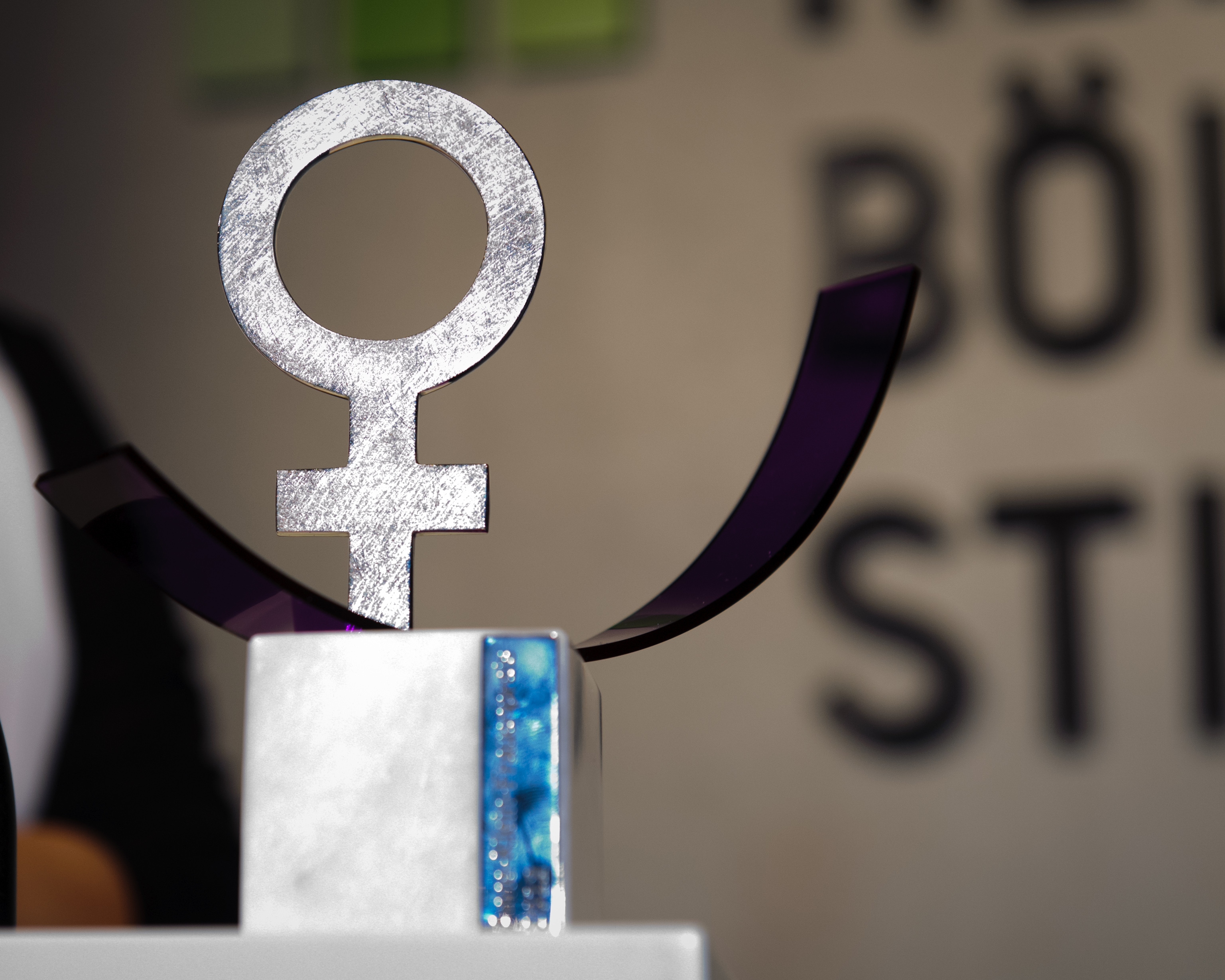
Anne-Klein-Frauenpreis

Der Anne-Klein-Frauenpreis ist ein Preis, mit dem die Heinrich-Böll-Stiftung seit 2012 jährlich Frauen weltweit ehrt, die sich für die Geschlechterdemokratie engagieren. Benannt wurde der Preis nach der Juristin und Senatorin des Landes Berlin Anne Klein. Der aus einer Schenkung von Klein finanzierte Preis ist mit 10.000 € dotiert und wird von einer fünfköpfigen Jury vergeben. Kandidatinnen für den Preis sollen sich in den folgenden Feldern einsetzen: „Verwirklichung der Geschlechterdemokratie, Beseitigung von Diskriminierung aufgrund des Geschlechts und der geschlechtlichen Identität, politisches Engagement zur Verwirklichung von Frauen-, Menschen- und Freiheitsrechten, Förderung von Frauen und Mädchen in Wissenschaft und Forschung.“

## Preisträgerinnen
- 2012: Nivedita Prasad, Professorin an der Alice Salomon Hochschule in Berlin, für ihr Engagement gegen Frauenhandel und Gewalt gegen Migrantinnen.[2]
- 2013: Lepa Mlađenović, serbische feministische LGBT-Aktivistin[3]
- 2014: Imelda Marrufo Nava, Juristin und Feministin, für ihren Kampf gegen genderspezifische Gewalt gegen Frauen in ihrer Heimatstadt Ciudad Juárez, Mexiko.[4]
- 2015: Nebahat Akkoç, kurdische Aktivistin gegen staatliche und häusliche Gewalt
- 2016: Gisela Burckhardt, Frauenrechtsaktivistin und Gründerin des Vereins FEMNET für die Rechte von Arbeiterinnen in der globalen Bekleidungsindustrie[5]
- 2017: Nomarussia Bonase, Frauenrechtlerin und Aktivistin gegen Apartheid in Südafrika[6]
- 2018: Jineth Bedoya Lima und Mayerlis Angarita Robles, Menschen- und Frauerechtsaktivistinnen in Kolumbien.[7]
- 2019: Kristina Hänel gemeinsam mit Natascha Nicklaus und Nora Szász, Gynäkologinnen, für „ihre beharrliche Verteidigung des Informationsrecht von Frauen“.[8]
- 2020: Prasanna Gettu, Kriminologin und Frauenrechtsaktivistin in Chennai, Indien, die eine Hilfsorganisation für Opfer von häuslicher Gewalt gründete[9][10]
- 2021: Cânân Arın, türkische Juristin und Frauenrechtlerin[11]
- 2022: Yosra Frawes, Anwältin, kämpft seit dem Arabischen Frühling für die rechtliche Gleichstellung von Frauen und Männern in Tunesien
- 2023: Joumana Seif, syrische Juristin, Frauenrechtlerin und Menschenrechtsaktivistin[12]
- 2024: Julija Sporysch, ukrainische Soziologin, Feministin und Frauenrechtsaktivistin[13]
- 2025: Iryna Alchouka, Darja Afanassjewa und Julija Mizkewitsch, belarussische Frauenrechtlerinnen und Menschenrechtsaktivistinnen[14]